# Ober-Mumbach

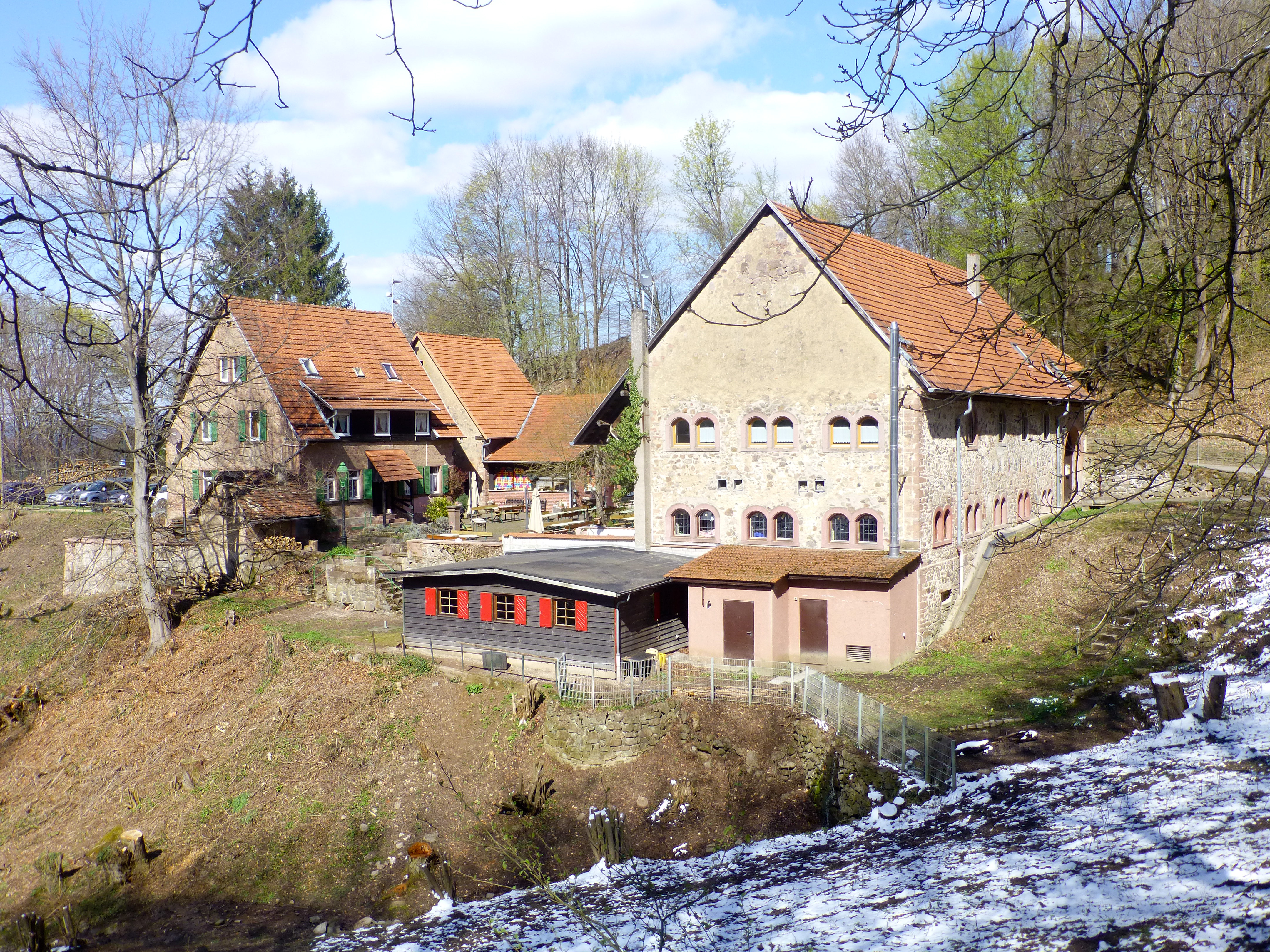
Lindenhof (2022)

Ober-Mumbach ist ein Ortsteil der Gemeinde Mörlenbach im südhessischen Landkreis Bergstraße.

## Geographische Lage
Ober-Mumbach liegt südöstlich von Mörlenbach-Mitte im westlichen Odenwald in der Nähe der Bergstraße am Mittellauf des Mumbachs, einem linken östlichen Zufluss der Weschnitz, der sich in der Ortslage, von Süden kommend, nach Westen wendet. Im Süden der Gemarkung liegen der Weiler Geisenbach, die Gehöftgruppe Lempelstieg und die Einzelhöfe Rapsgrund sowie Rohrbacher Höhe. Der höchste Punkt der Gemarkung erreicht südöstlich von Geisenbach eine Höhe von etwa 370 Meter. Talaufwärts der Gemarkung liegt Rohrbach und talabwärts der Weiler Nieder-Mumbach.

## Geschichte

### Überblick
Die erste Erwähnung von Ober-Mumbach erfolgte 1130 im Lorscher Codex als Munnenbach. Für 1568 ist belegt, dass der Ort zur „Zent-Waldmichelbach“ der kurpfälzischen Amtsvogtei Lindenfels gehörte.
Während der Reformation wird der Ort evangelisch und eine Filiale der reformatorischen Pfarrei Wald-Michelbach. Am Ende des Dreißigjährigen Kriegs (1648) dürfte der Ort wie viele andere der Region fast menschenleer gewesen sein.
Unter pfälzer Herrschaft gehörte der Ort bis 1803 zum Oberamt Lindenfels und kam dann infolge des Reichsdeputationshauptschlusses, der die Auflösung der Kurpfalz verfügte, nach Hessen. Dort wird er ab 1821 durch den Landratsbezirk Lindenfels verwaltet, wobei die Bürgermeisterei in Ober-Mumbach auch für Geisenbach, Hornbach, Reisen, Schimbach (heute Weiler der Gemeinde Birkenau) zuständig war.
Später war die Bürgermeisterei für Ober-Mumbach in Reisen, bevor es sich selbst verwaltete.
Über mehrere Verwaltungsreformen in Hessen gehörte der Ort den Kreisen Lindenfels und Heppenheim an, bis es 1938 zum heutigen Landkreis Bergstraße kam.
Am 1. April 1958 wurde die Gemeinde Rohrbach eingemeindet und im Vorfeld der Gebietsreform in Hessen schlossen sich am 31. Dezember 1970 die bis dahin selbstständigen Gemeinden Mörlenbach, Ober-Liebersbach, Ober-Mumbach und Vöckelsbach zur neuen Gemeinde Mörlenbach zusammen.

### Von den Anfängen bis zum 18. Jahrhundert
Ober-Mumbach entstand im Gebiet der ehemaligen „Mark Heppenheim“ die ein Verwaltungsbezirk des Frankenreichs bezeichnete. Am 20. Januar 773 schenkte Karl der Große die Stadt Heppenheim nebst dem zugehörigen Bezirk, der ausgedehnten „Mark Heppenheim“, dem Reichskloster Lorsch. Von hier wurde die Urbarmachung und Besiedlung des Gebietes betrieben. Der Blütezeit des Klosters Lorsch, in dessen Gebiet Ober-Mumbach lag, folgte im 11. und 12. Jahrhundert sein Niedergang. 1232 wurde Lorsch dem Erzbistum Mainz unterstellt. Nach langen Streitigkeiten konnten sich die Kurpfalz und das Erzbistum Mainz Anfang des 14. Jahrhunderts über das Erbe aus dem Lorscher Abtei einigen und die pfälzer Teile wurden durch die Amtsvogtei Lindenfels verwaltet.
Die früheste bekannte Erwähnung von Ober-Mumbach erfolgte 1130 im Lorscher Codex als Munnenbach, in dem der Lorscher Abt Diemo dem Kloster Michelstadt das Dorf Munnenbach und eine Hube in Kirchhausen im Tausch mit dem Grund und Boden der Burg Weinheim überlässt. Die nächste Erwähnung stammt aus dem Jahr 1347, als der Pfalzgraf Ruprecht II. dem Dieter von Hattenheim ein Wittum für seine Ehefrau Magarete von Richenstein, über den Zehnten auf Mummenbach und eine Gült zu Mörlenbach, gestattet. 1568 werden für Mumbach zehn Hofstätten sowie ein Halbgericht angegeben. Als Hohe Gerichtsbarkeit ist das Zentgericht Waldmichelbach genannt.
In den Anfängen der Reformation sympathisierten die pfälzischen Herrscher offen mit dem lutherischen Glauben, aber erst unter Ottheinrich (Kurfürst von 1556 bis 1559) erfolgte der offizielle Übergang zur lutherischen Lehre. Danach wechselten seine Nachfolger und gezwungenermaßen auch die Bevölkerung mehrfach zwischen der lutherischen, reformierten und calvinistischen Religion. Nach der Reformation wurde die bestehende Kirche in Wald-Michelbach durch die Reformierten benutzt. Die Orte der Zent wurden Filialen der Pfarreien in Wald-Michelbach. 1613 wurde Ober-Mumbach noch als Filiale von Mörlenbach genannt.
An Mumbach haben 1613 »Bede, Zins, Gülten, Atzung, Frohndienst und andere Gefäll« das Kloster Handschuhsheim. Den Zehnten hatten der Junker Rodenstein als pfälzisches Lehen zu zwei Drittel und das Kloster Handschuhsheim zu einem Drittel.
Am Ende des Dreißigjährigen Kriegs (1648) dürfte der Ort wie viele andere der Region fast menschenleer gewesen sein.
Nach dem verheerenden Krieg betrieb die Kurpfalz auf ihrem Gebiet eine durch religiöse Toleranz geprägte Wiederansiedlungspolitik. Doch die in der unruhigen Folgezeit ausbrechenden Kriege wie der Pfälzische Erbfolgekrieg (1688–1697) und der Spanische Erbfolgekrieg (1701–1714) machte viele der Bemühungen wieder zunichte und Zehntausende Pfälzer emigrierten u. a. nach Nordamerika und Preußen.
Auch in religiöser Hinsicht war die Zeit nach dem Dreißigjährigen Krieg von großer Unruhe geprägt. 1685 starb die reformierte Linie Pfalz-Simmern aus und die katholischen Vettern der Linie Pfalz-Neuburg traten mit Kurfürst Philipp Wilhelm die Regierung in der Kurpfalz an. Dieser ordnete die Gleichstellung des katholischen Glaubens, in der mehrheitlich evangelischen bevölkerten Pfalz, an. Schon während des Pfälzischen Erbfolgekriegs hatte Frankreich versucht, in den eroberten Gebieten die Gegenreformation voranzutreiben, und etliche katholische Pfarreien gegründet. Der Krieg endete 1697 mit dem Frieden von Rijswijk, der die Stellung des zu diesem Zeitpunkt regierenden katholischen Kurfürsten Johann Wilhelm stärkte. Dies führte am 26. Oktober 1698 zum Erlass des Simultaneum. Danach waren die Katholiken berechtigt alle reformierten Einrichtungen wie Kirchen, Schulen und Friedhöfe mitzunutzen, während dies umgekehrt nicht erlaubt wurde. Weiterhin wurde die bis dahin selbständige reformierte Kirchenverwaltung dem Landesherren unterstellt. Erst auf Betreiben Preußens kam es 1705 zur sogenannten Pfälzische Kirchenteilung in der das Simultanum rückgängig gemacht wurde und die Kirchen im Land wurden mitsamt Pfarrhäusern und Schulen zwischen den Reformierten und den Katholiken im Verhältnis fünf zu zwei aufgeteilt. Sonderregelungen gab es für die drei Hauptstädte Heidelberg, Mannheim und Frankenthal sowie die Oberamtsstädte Alzey, Kaiserslautern, Oppenheim, Bacharach und Weinheim. In den Städten mit zwei Kirchen sollte die eine den Protestanten und die andere den Katholiken zufallen; in den anderen, wo nur eine Kirche bestand, der Chor vom Langhaus durch eine Mauer geschieden, und jener den Katholiken, dieses den Protestanten eingeräumt werden. Den Lutheranern wurden nur jene Kirchen zugestanden, die sie im Jahr 1624 besaßen oder danach gebaut hatten.
Die Katholiken bauten 1739 eine eigene, dem Heiligen Lorenz geweihte Kirche. Die Lutheraner richteten sich 1780 eine Kirche in ihrem Schulhaus ein.
Für 1784 sind 13 Häuser und 113 Seelen überliefert und die Gemarkung enthielt 400 Morgen Äcker, 85 Morgen Wiesen, 5 Morgen Gärten und 114 Morgen Wald davon gehörten 58 Morgen der Gemeinde und die übrigen zu den Hubgütern.
Daneben gab es 800 Morgen Wald der gemeinschaftlich durch die „Zent Wald-Michelbach“ genutzt wurde. Es gab einen kurfürstlichen Förster, der sowohl über diese, als auch über alle anderen Waldungen der „Zent Wald-Michelbach“ und der „Zent Hammelbach“ die Aufsicht hatte. Vom Zehnten bezog die Kurpfälzer Hofkammer zwei, und die das Kloster Handschuhsheim ein Drittel.
Bis 1737 unterstand das Amt Lindenfels dem Oberamt Heidelberg, danach wurde Lindenfels ein Oberamt im Pfalzgrafschaft bei Rhein im Kurfürstentum Pfalzbayern. Ober-Mumbach war innerhalb des Amtes Lindenfels Teil der „Zent Waldmichelbach“.

### Vom 19. Jahrhundert bis heute

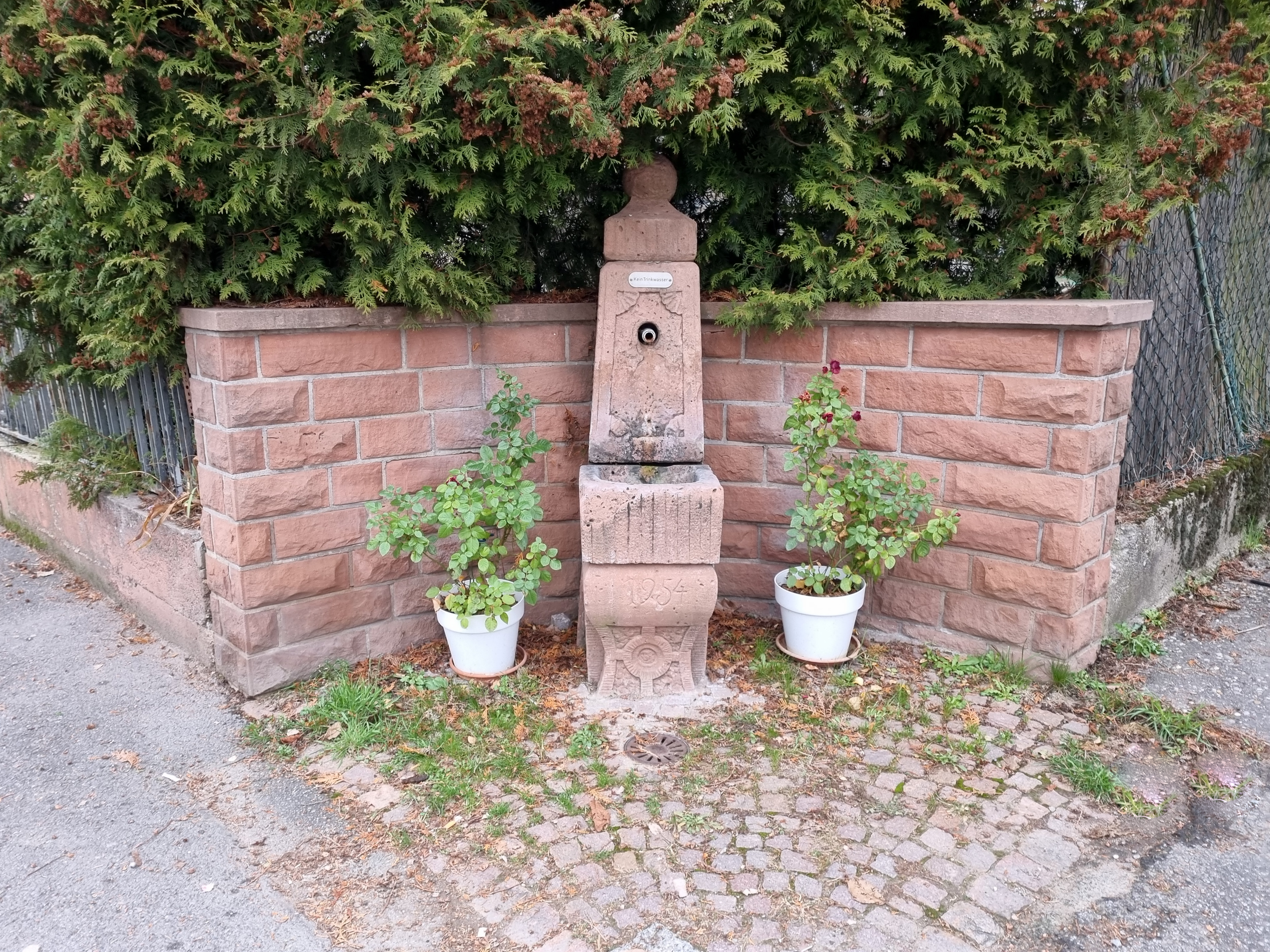
Brunnen, Mumbacher Talstraße 94 (2024)

Das ausgehende 18. und beginnende 19. Jahrhundert brachte Europa weitreichende Änderungen. Als Folge der Napoleonischen Kriege wurde bereits 1797 das „Linke Rheinufer“ und damit der linksrheinische Teil der Kurpfalz durch Frankreich annektiert. In der letzten Sitzung des Immerwährenden Reichstags in Regensburg wurde im Februar 1803 der Reichsdeputationshauptschluss verabschiedet, der die Bestimmungen des Friedens von Luneville umsetzte, und die territorialen Verhältnisse im Heiligen Römischen Reich (Deutscher Nation) neu regelte.
Er verfügte die Auflösung der Kurpfalz und wies das Gebiet des Oberamts Lindenfels der Landgrafschaft Hessen-Darmstadt als Ausgleich für verlorene linksrheinische Gebiete zu. Dort wurde das „Oberamt Lindenfels“ vorerst als hessische Amtsvogtei weitergeführt.
Unter Druck Napoleons wurde 1806 der Rheinbund gegründet, dies geschah mit dem gleichzeitigen Reichsaustritt der Mitgliedsterritorien.
Dies führte am 6. August 1806 zur Niederlegung der Reichskrone, womit das alte Reich aufhörte zu bestehen.
Am 14. August 1806 wurde die Landgrafschaft Hessen-Darmstadt, gegen Stellung hoher Militärkontingente an Frankreich und den Beitritt zum Rheinbund, von Napoleon zum Großherzogtum Hessen erhoben, anderenfalls drohte er mit Invasion.
Im Großherzogtum wurde der Amtsbereich des „Amts Lindenfels“ 1812 aufgeteilt und Ober-Mumbach dem „Amt Waldmichelbach“ zugewiesen wurde. Die Übergeordnete Verwaltungsbehörde war der „Regierungsbezirk Darmstadt“ der ab 1803 auch als „Fürstentum Starkenburg“ bezeichnet wurde.
Im Jahr 1814 wurde die Leibeigenschaft im Großherzogtum aufgehoben und es erhielt mit der am 17. Dezember 1820 eingeführten Verfassung des Großherzogtums Hessen eine konstitutionelle Monarchie, in der der Großherzog aber noch große Machtbefugnisse hatte. Die noch bestehenden standesherrlichen Rechte wie Niedere Gerichtsbarkeit, Zehnten, Grundzinsen und andere Gefälle blieben aber noch bis 1848 bestehen.
Nach der endgültigen Niederlage Napoléons regelte der Wiener Kongress 1814/15 auch die territorialen Verhältnisse für Hessen, daraufhin wurden 1816 im Großherzogtum Provinzen gebildet. Dabei wurde das vorher als „Fürstentum Starkenburg“ bezeichnete Gebiet, das aus den südlich des Mains gelegenen alten Hessischen und den ab 1803 hinzugekommenen rechtsrheinischen Territorien bestand, in „Provinz Starkenburg“ umbenannt. 1821 wurden im Rahmen einer umfassenden Verwaltungsreform die Amtsvogteien in den Provinzen Starkenburg und Oberhessen des Großherzogtums aufgelöst und Landratsbezirke eingeführt, wobei Ober-Mumbach zum Landratsbezirk Lindenfels kam. Im Rahmen dieser Reform wurden auch Landgerichte geschaffen, die jetzt unabhängig von der Verwaltung waren. Deren Gerichtsbezirke entsprachen in ihrem Umfang den Landratsbezirken. Für den Landratsbezirk Lindenfels war das Landgericht Fürth als Gericht erster Instanz zuständig. Diese Reform ordnete auch die Verwaltung auf Gemeindeebene neu. So war die Bürgermeisterei in Ober-Mumbach auch für Weisenbach, Hornbach, Reisen, Schimbach (heute Weiler der Gemeinde Birkenau) zuständig. Entsprechend der Gemeindeverordnung vom 30. Juni 1821 gab es keine Einsetzungen von Schultheißen mehr, sondern einen gewählten Ortsvorstand, der sich aus Bürgermeister, Beigeordneten und Gemeinderat zusammensetzte.
1832 wurden die Verwaltungseinheiten weiter vergrößert und es wurden Kreise geschaffen. Nach der am 20. August 1832 bekanntgegebenen Neugliederung sollte es in Süd-Starkenburg künftig nur noch die Kreise Bensheim und Lindenfels geben; der Landratsbezirk von Heppenheim sollte in den Kreis Bensheim fallen. Noch vor dem Inkrafttreten der Verordnung zum 15. Oktober 1832 wurde diese aber dahingehend revidiert, dass statt des Kreises Lindenfels neben dem Kreis Bensheim der Kreis Heppenheim als zweiter Kreis gebildet wurde, zu dem jetzt Ober-Mumbach gehörte. 1842 wurde das Steuersystem im Großherzogtum reformiert und der Zehnte und die Grundrenten (Einnahmen aus Grundbesitz) wurden durch ein Steuersystem ersetzt, wie es in den Grundzügen heute noch existiert.
Infolge der Märzrevolution 1848 wurden mit dem „Gesetz über die Verhältnisse der Standesherren und adeligen Gerichtsherren“ vom 15. April 1848 die standesherrlichen Sonderrechte endgültig aufgehoben.
Darüber hinaus wurden in den Provinzen, die Kreise und die Landratsbezirke des Großherzogtums am 31. Juli 1848 abgeschafft und durch „Regierungsbezirke“ ersetzt, wobei die bisherigen Kreise Bensheim und Heppenheim zum Regierungsbezirk Heppenheim vereinigt wurden. Bereits vier Jahre später, im Laufe der Reaktionsära, kehrte man aber zur Einteilung in Kreise zurück und Ober-Mumbach wurde Teil des neu geschaffenen Kreises Lindenfels.
Die im Dezember 1852 aufgenommenen Bevölkerungs- und Katasterlisten ergaben für Obermimbach: Luteranisches, reformatorisches und katholisches Filialdorf mit 155 Einwohnern. Dazu gehören die Geisenbacher Höfe und der Hof Repsgrund. Die Gemarkung besteht aus 1061 Morgen, davon 641 Morgen Ackerland, 163 Morgen Wiesen und 238 Morgen Wald.
In den Statistiken des Großherzogtums Hessen werden, bezogen auf Dezember 1867, für das Filialdorf Ober-Mumbach mit der Bürgermeisterei Reisen, 21 Häuser, 198 Einwohnern, der Kreis Lindenfels, das Landgericht Wald-Michelbach, die evangelische reformierte Pfarrei Wald-Michelbach bzw. die lutherische Pfarrei Birkenau des Dekanats Lindenfels und die katholische Pfarrei Mörlenbach des Dekanats Heppenheim, angegeben. Durch die Bürgermeisterei wurden außerdem der Weiler Geisenbach (5 Häuser, 34 Einw.) und die Rohrbacher Mühle (1 Häuser, 4 Einw.) verwaltet.
Nachdem das Großherzogtum Hessen ab 1871 Teil des Deutschen Reiches war, wurden 1874 eine Reihe von Verwaltungsreformen beschlossen. So wurden die landesständige Geschäftsordnung sowie die Verwaltung der Kreise und Provinzen durch Kreis- und Provinzialtage geregelt. Die Neuregelung trat am 12. Juli 1874 in Kraft und verfügte auch die Auflösung der Kreise Lindenfels und Wimpfen und die Wiedereingliederung von Ober-Mumbach in den Kreis Heppenheim.
Die hessischen Provinzen Starkenburg, Rheinhessen und Oberhessen wurden 1937 nach der 1936 erfolgten Auflösung der Provinzial- und Kreistage aufgehoben. Zum 1. November 1938 trat dann eine umfassende Gebietsreform auf Kreisebene in Kraft. In der ehemaligen Provinz Starkenburg war der Kreis Bensheim besonders betroffen, da er aufgelöst und zum größten Teil dem Kreis Heppenheim zugeschlagen wurde. Der Kreis Heppenheim übernahm auch die Rechtsnachfolge des Kreises Bensheim und erhielt den neuen Namen Landkreis Bergstraße.
Das Großherzogtum Hessen war von 1815 bis 1866 ein Mitgliedsstaat des Deutschen Bundes und danach ein Bundesstaat des Deutschen Reiches. Es bestand bis 1919, nach dem Ersten Weltkrieg wurde das Großherzogtum zum republikanisch verfassten Volksstaat Hessen. 1945 nach Ende des Zweiten Weltkriegs befand sich das Gebiet des heutigen Hessen in der amerikanischen Besatzungszone und durch Weisung der Militärregierung entstand Groß-Hessen, aus dem das Bundesland Hessen in seinen heutigen Grenzen hervorging.
Im Jahr 1961 wurde die Gemarkungsgröße mit  331 ha angegeben, davon waren 67 ha Wald.
Am 1. April 1958 wurde die Gemeinde Rohrbach eingemeindet und
im Zuge der Gebietsreform in Hessen wurden am 31. Dezember 1970 die bis dahin selbstständigen Ober-Liebersbach, Ober-Mumbach und Vöckelsbach auf freiwilliger Basis in die Gemeinde Mörlenbach eingemeindet.
Für Ober-Mumbach und die anderen ehemaligen Gemeinden von Mörlenbach wurden Ortsbezirke mit Ortsbeirat und Ortsvorsteher nach der Hessischen Gemeindeordnung eingerichtet.

### Gerichtszugehörigkeit in Hessen
Die Gerichtsbarkeit des Oberamtes Lindenfels ging 1813 an das neue Justizamt in Fürth über. Mit Einrichtung der Landgerichte im Großherzogtum Hessen war ab 1821 das Landgericht Fürth als Gericht erster Instanz für Ober-Mumbach zuständig. 1853 wurde aus dessen Gerichtsbezirk ein neuer Landgerichtsbezirk ausgegliedert, das Landgericht Waldmichelbach, zu dem nun auch Ober-Mumbach gehörte.
Anlässlich der Einführung des Gerichtsverfassungsgesetzes mit Wirkung vom 1. Oktober 1879, infolge derer die bisherigen großherzoglich hessischen Landgerichte durch Amtsgerichte an gleicher Stelle ersetzt wurden, während die neu geschaffenen Landgerichte nun als Obergerichte fungierten, wurde nun das Amtsgericht Wald-Michelbach im Bezirk des Landgerichts Darmstadt zuständig.
1943 wurde der Amtsgerichtsbezirk Wald-Michelbach kriegsbedingt vorübergehend aufgelöst, dem Amtsgericht Fürth zugeordnet und dort als Zweigstelle geführt, was nach dem Krieg wieder rückgängig gemacht wurde. Zum 1. Juli 1968 wurde dann das Amtsgericht Wald-Michelbach aufgelöst, womit Ober-Mumbach wieder und endgültig in die Zuständigkeit des Amtsgerichts Fürth kam.

### Historische Beschreibungen
Im Versuch einer vollständigen Geographisch-Historischen Beschreibung der Kurfürstl. Pfalz am Rheine findet sich 1786 über Ober-Mumbach:

„Ober-Mumbach. Drei Stunden von der Stadt Lindenfels ebenfalls südwärts entlegen, hat zu Nachbaren gegen Ost obgedachtes Vöckelsbach;
gegen Süd das Wamboldische Dorf Rorbach; gegen West das folgende Dorf Reissen; gegen Norden die Kurmainzischen Orte Mörlenbach und Weiher.
[...] Durch das Dorf flieset die bei dem Kurmainzischen Dorfe Schnorrbach entspringende Grunbach, verändert aber ihren Namen in Mumbach, nimmt drei kleine Bächlein auf, worunter die Finster- und
Hintergingen sind, treibet eine Mahlmühle, und fällt bei folgendem Dorfe in die Weschniz.“

Die Statistisch-topographisch-historische Beschreibung des Großherzogthums Hessen berichtet 1829 über Ober-Mumbach;

„Obermumbach (L. Bez. Lindenfels) luth., ref., und kath. Filialdorf; liegt 2 1⁄2 St. von Lindenfels hat 22 Häuser und 149 Einw., unter denen 77 Luth. 53 Reform. und 19 Kath. sich befinden. – Im 13. Jahrhundert hat die Celle zu Michelstadt diesen Ort als Ersatz für die ihr entzogene Burg zu Weinheim erhalten. Im Jahr 1802 kam Obermumbach von Churpfalz an Hessen.“

Im Neuestes und gründlichstes alphabetisches Lexicon der sämmtlichen Ortschaften der deutschen Bundesstaaten von 1845 heißt es:

„Ober-Mumbach bei Lindenfels. – Dorf, zu den evangel. Pfarreien Birkenau und Waldmichelbach, resp. kathol. Pfarrei Mörlenbach gehörig. – 22 H. 149 (meistens evangel.) E. – Großherzogthum Hessen. – Provinz Starkenburg. – Kreis Heppenheim. – Landgericht Fürth. – Hofgericht Darmstadt. – Das Dorf Ober-Mumbach gehörte bis zum J. 1802 zu Churpfalz.“

### Bevölkerung

#### Einwohnerstruktur
Nach den Erhebungen des Zensus 2011 lebten am Stichtag dem 9. Mai 2011 in Ober-Mumbach 945 Einwohner. Darunter waren 30 (3,2 %) Ausländer.
Nach dem Lebensalter waren 162 Einwohner unter 18 Jahren, 390 waren zwischen 18 und 49, 213 zwischen 50 und 64 und 180 Einwohner waren älter.
Die Einwohner lebten in 417 Haushalten. Davon waren 132 Singlehaushalte, 126 Paare ohne Kinder und 120 Paare mit Kindern, sowie 36 Alleinerziehende und 3 Wohngemeinschaften. In 87 Haushalten lebten ausschließlich Senioren und in 288 Haushaltungen leben keine Senioren.
Im Jahr  1961 wurden 315 evangelische  (66,16 %) und 156 katholische (33,40 %) Christen gezählt.

#### Einwohnerentwicklung
| • 1784: | 113 Seelen, 13 Häuser |

| Ober-Mumbach: Einwohnerzahlen von 1784 bis 2022 | Ober-Mumbach: Einwohnerzahlen von 1784 bis 2022 | Ober-Mumbach: Einwohnerzahlen von 1784 bis 2022 | Ober-Mumbach: Einwohnerzahlen von 1784 bis 2022 | Ober-Mumbach: Einwohnerzahlen von 1784 bis 2022 |
| --- | ----------------------------------------------- | ----------------------------------------------- | ----------------------------------------------- | ----------------------------------------------- |
| Jahr |                                                 |                                                 |                                                 | Einwohner                                       |
| 1784 | 1784                                            |                                                 | 113                                             | 113                                             |
| 1800 | 1800                                            |                                                 | ?                                               | ?                                               |
| 1829 | 1829                                            |                                                 | 149                                             | 149                                             |
| 1834 | 1834                                            |                                                 | 251                                             | 251                                             |
| 1840 | 1840                                            |                                                 | 315                                             | 315                                             |
| 1846 | 1846                                            |                                                 | 299                                             | 299                                             |
| 1852 | 1852                                            |                                                 | 256                                             | 256                                             |
| 1858 | 1858                                            |                                                 | 294                                             | 294                                             |
| 1864 | 1864                                            |                                                 | 301                                             | 301                                             |
| 1871 | 1871                                            |                                                 | 297                                             | 297                                             |
| 1875 | 1875                                            |                                                 | 307                                             | 307                                             |
| 1885 | 1885                                            |                                                 | 317                                             | 317                                             |
| 1895 | 1895                                            |                                                 | 294                                             | 294                                             |
| 1905 | 1905                                            |                                                 | 322                                             | 322                                             |
| 1910 | 1910                                            |                                                 | 362                                             | 362                                             |
| 1925 | 1925                                            |                                                 | 388                                             | 388                                             |
| 1939 | 1939                                            |                                                 | 370                                             | 370                                             |
| 1946 | 1946                                            |                                                 | 461                                             | 461                                             |
| 1950 | 1950                                            |                                                 | 452                                             | 452                                             |
| 1956 | 1956                                            |                                                 | 445                                             | 445                                             |
| 1961 | 1961                                            |                                                 | 476                                             | 476                                             |
| 1967 | 1967                                            |                                                 | 597                                             | 597                                             |
| 1970 | 1970                                            |                                                 | 416                                             | 416                                             |
| 1980 | 1980                                            |                                                 | ?                                               | ?                                               |
| 1990 | 1990                                            |                                                 | ?                                               | ?                                               |
| 2000 | 2000                                            |                                                 | ?                                               | ?                                               |
| 2011 | 2011                                            |                                                 | 945                                             | 945                                             |
| 2015 | 2015                                            |                                                 | 922                                             | 922                                             |
| 2019 | 2019                                            |                                                 | 888                                             | 888                                             |
| 2022 | 2022                                            |                                                 | 913                                             | 913                                             |
| Datenquelle: Historisches Gemeindeverzeichnis für Hessen: Die Bevölkerung der Gemeinden 1834 bis 1967. Wiesbaden: Hessisches Statistisches Landesamt, 1968. Weitere Quellen: LAGIS; nach 1970 Gemeinde Mörlenbach; Zensus 2011 |                                                 |                                                 |                                                 |                                                 |

## Verkehr
Für den Straßenverkehr ist Ober-Mumbach durch die Kreisstraße K 12 erschlossen, die von Reisen über Nieder-Mumbach kommend in Rohrbach endet. Eine zwei Kilometer lange Gemeindeverbindungsstraße führt von Ober-Mumbach über den Tannenbuckel direkt nach Mörlenbach-Mitte. Ober-Mumbach wird durch die Buslinie 692 des Verkehrsverbundes Rhein-Neckar erschlossen. Diese verkehrt morgens mit 3 Fahrten zu den umliegenden Bahnhöfen und Schulen und mittags mit 6 Rückfahrt nach Ober-Mumbach, und nochmals einer Fahrt aus dem Ort heraus. Den Rest des Tages wird lediglich ein Ruftaxi eingesetzt das unter der Linie 6992 fährt.